# Słynne Pismo we Wtorek
Słynne Pismo we Wtorek – artzin wydawany przez krakowską grupę artystyczną Ładnie.
Jego założycielem i głównym redaktorem był Marcin Maciejowski. Pierwotnie zin nazywał się Pismo w Poniedziałek, później Pismo We Wtorek. Jego wnętrze było powielane na ksero, natomiast funkcję okładki pełniły ulotki reklamowe z dodanymi naklejkami.
Na jego łamach członkowie grupy publikowali powstające w latach 1998-2000 wiersze, rysunki, kolaże oraz komiksy. Poprzez zamieszczanie w artzinie "reklam" własnych dzieł (z podanymi cennikami) propagowali, stworzoną przez Marka Firka, ideę "sztuki sprzedajnej", zgodnie z którą tworzenie nie wynika z natchnienia, wizjonerstwa czy powołania, a jest działaniem wynikającym z nudy i nie jest działalnością poważną.
W 2002 roku nakładem wydawnictwa Raster opublikowano antologię pt. Słynne Pismo We Wtorek. Antologia z najlepszej strony.